# Madonna del Sasso

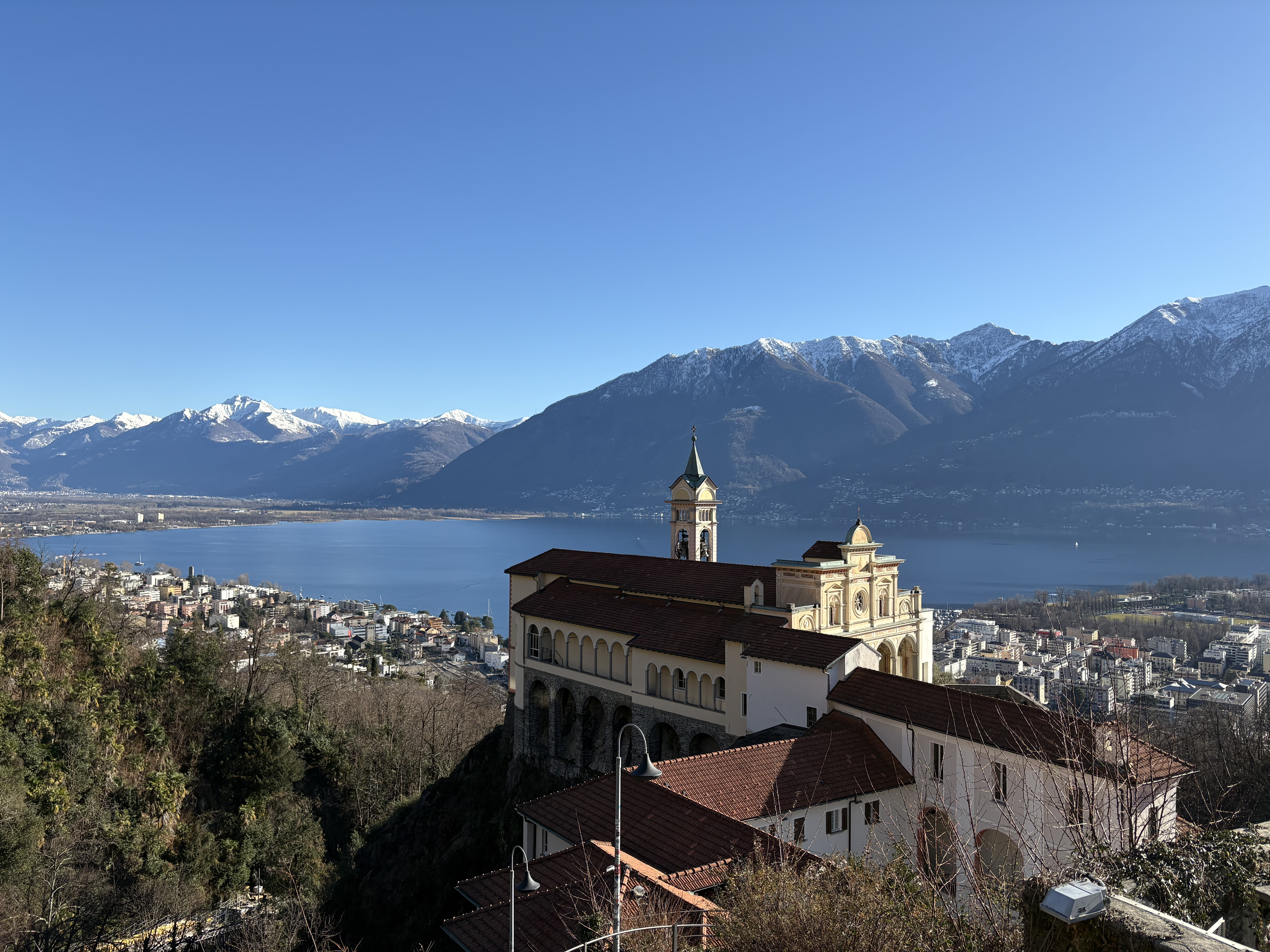
Madonna del Sasso im Januar 2025

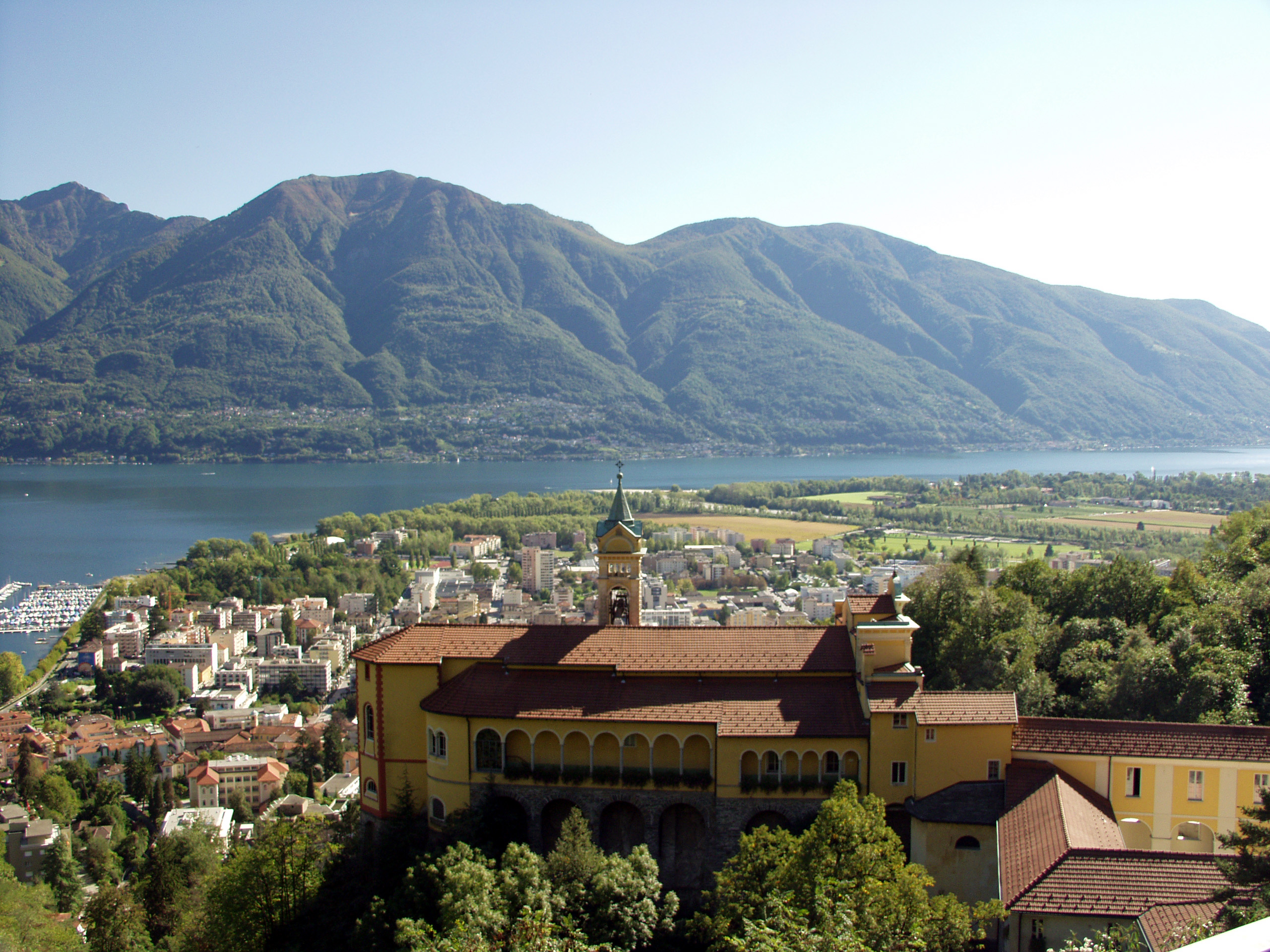
Madonna del Sasso im Stadtbild

Die Wallfahrtskirche der Madonna del Sasso ist ein wichtiges Ziel von Pilgerfahrten und erhebt sich auf einem Felsvorsprung innerhalb des kleinen Tals, das der Wildbach Ramogna gegraben hat, in einer Höhe von 370 Metern in der Gemeinde Orselina oberhalb von Locarno im schweizerischen Kanton Tessin. Sie ist mit der Standseilbahn Locarno–Madonna del Sasso erreichbar.

## Sehenswürdigkeiten
Ausser dem Kloster umfasst der Gebäudekomplex bzw. Sacro Monte die Kirche der Verkündigung, die unterhalb liegenden Kapellen entlang der alten Zufahrtsstrasse mit dem Laubengang des Kreuzes, den Aufstieg des Kreuzwegs und seine Stationen in Ädikulä, die Kapelle der Pietà im Hof, die Kapellen der Beweinung des toten Christus, des Letzten Abendmahls und des Heiligen Geistes unterhalb des Laubengangs, die Treppe, das Friedhofskreuz, den Kirchplatz und schliesslich die Kirche Santa Maria Assunta genannt Madonna del Sasso.

## Geschichte

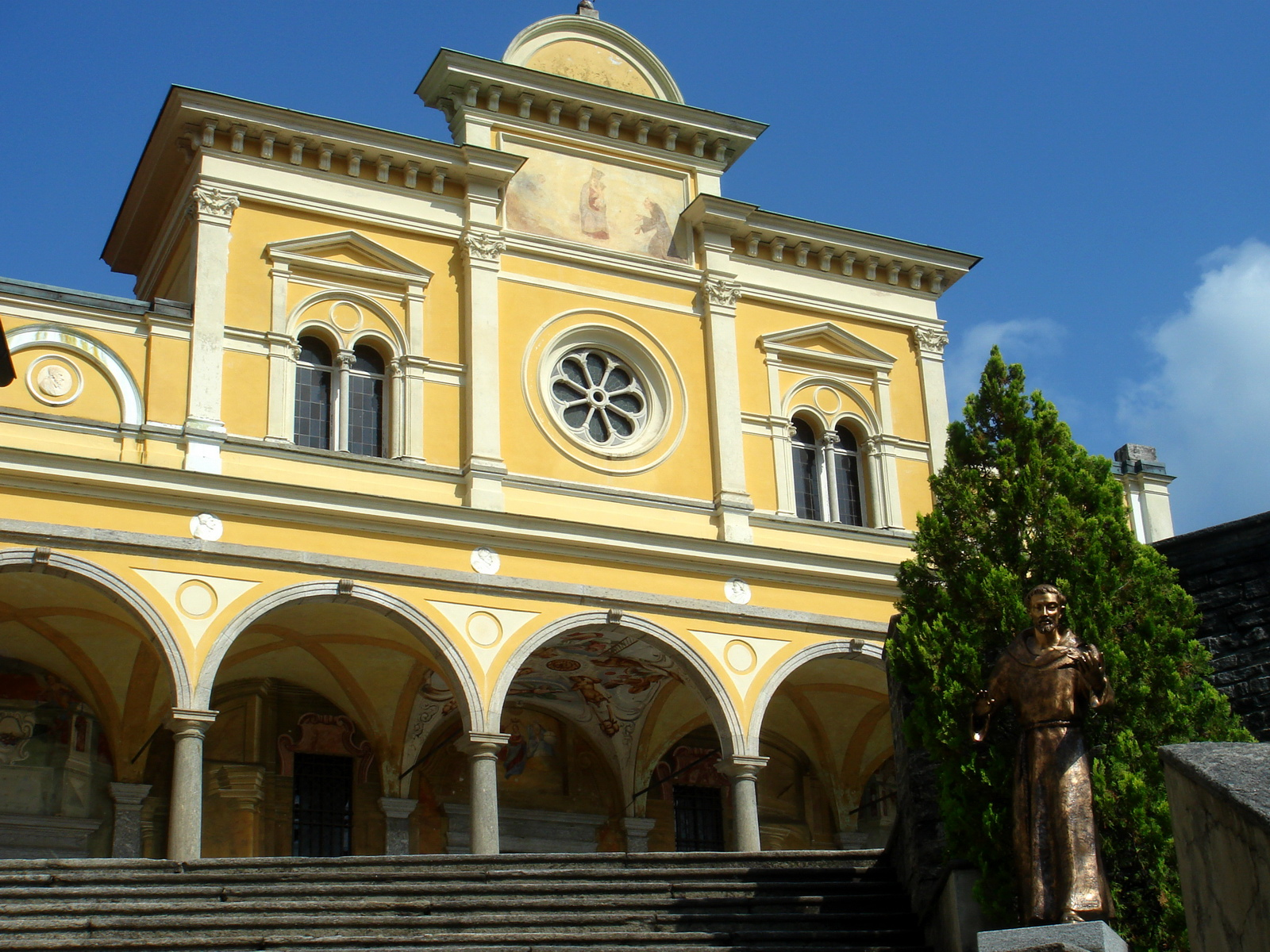
Portal

Ende des 15. Jahrhunderts siedelte sich der Franziskaner Fra Bartolomeo Piatti aus Ivrea als Einsiedler an einem Örtchen am Fuss des Felsens an. Er kam vom Kloster San Francesco in Locarno, wo er innerhalb der Gemeinschaft keinen besonderen Titel hatte und kein Amt bekleidete. Sein asketisches Leben förderte in der lokalen Bevölkerung einen starken Kult der Jungfrau, die der Legende zufolge dem Ordensbruder erschienen war (→ Marienerscheinung).
Es wurde der Bau der Kirche Santa Maria Annunciata am Fuss des Felsvorsprungs begonnen, dank der Spende des Grundstücks durch Antonio Guido Orelli. In der notariellen Schenkungsurkunde taucht erstmals der Name «Madonna del Sasso» in der Schreibart «santa Maria del Saxo» auf. Am 16. Februar 1498 bestätigt Papst Alexander VI. die von der Familie Masina del Monte erfolgte Schenkung des Felsens von Orselina an die Franziskaner, um dort eine Wallfahrtsstätte zu errichten. Die Kirche wurde 1502 geweiht.
Am 10. Januar 1514 befreite Papst Leo X. den Berg der Wallfahrtsstätte von jeder Dienstbarkeit und Gerichtsbarkeit. 1522 erhielten die Wände eine Reihe von Fresken, darunter dasjenige der Nordwand des Chors mit der Madonna auf dem Thron mit Kind, das Domenico Pezzi aus Puria genannt «Furgnicus» zugeschrieben werden kann, einem Maler, der zwischen der Gegend von Lugano und Genua pendelte und in der Klosterkirche Santa Maria degli Angioli in Lugano, in der Pfarrkirche Santa Maria del Sasso in Morcote, im Laubengang vor der Pfarrkirche von Villa Luganese, in der Kirche San Biagio von Bellinzona-Ravecchia und in Gravedona in der Kirche Santa Maria delle Grazie nachgewiesen ist. An der Südwand des Kirchenschiffs findet sich Christus und die Toragelehrten, das den Gebrüdern della Rovere genannt Fiammenghini zugeschrieben wird. In dieser Kirche wird einige Jahre später Fra Bartolomeo begraben werden. 1814 wird die Kirche um etwa die Hälfte reduziert, um den Platz der Prozessionen zu schaffen.
Nach einem im kantonalen Archiv von Bellinzona aufbewahrten Pergament wurden 1487 von Rolando, Bischof von Antarado, eine Kirche und ein Oratorium «alla beata Maria vergine santissima avvocata» («der seligen Jungfrau und heiligsten Fürsprecherin Maria») geweiht, die beide vom Ordensbruder errichtet worden waren und um die herum eine grosse Volksfrömmigkeit entstanden war. Die Gebäude wurden dem Franziskanerkloster in Locarno und vor allem Fra Bartolomeo bis zu seinem Tode unterstellt.

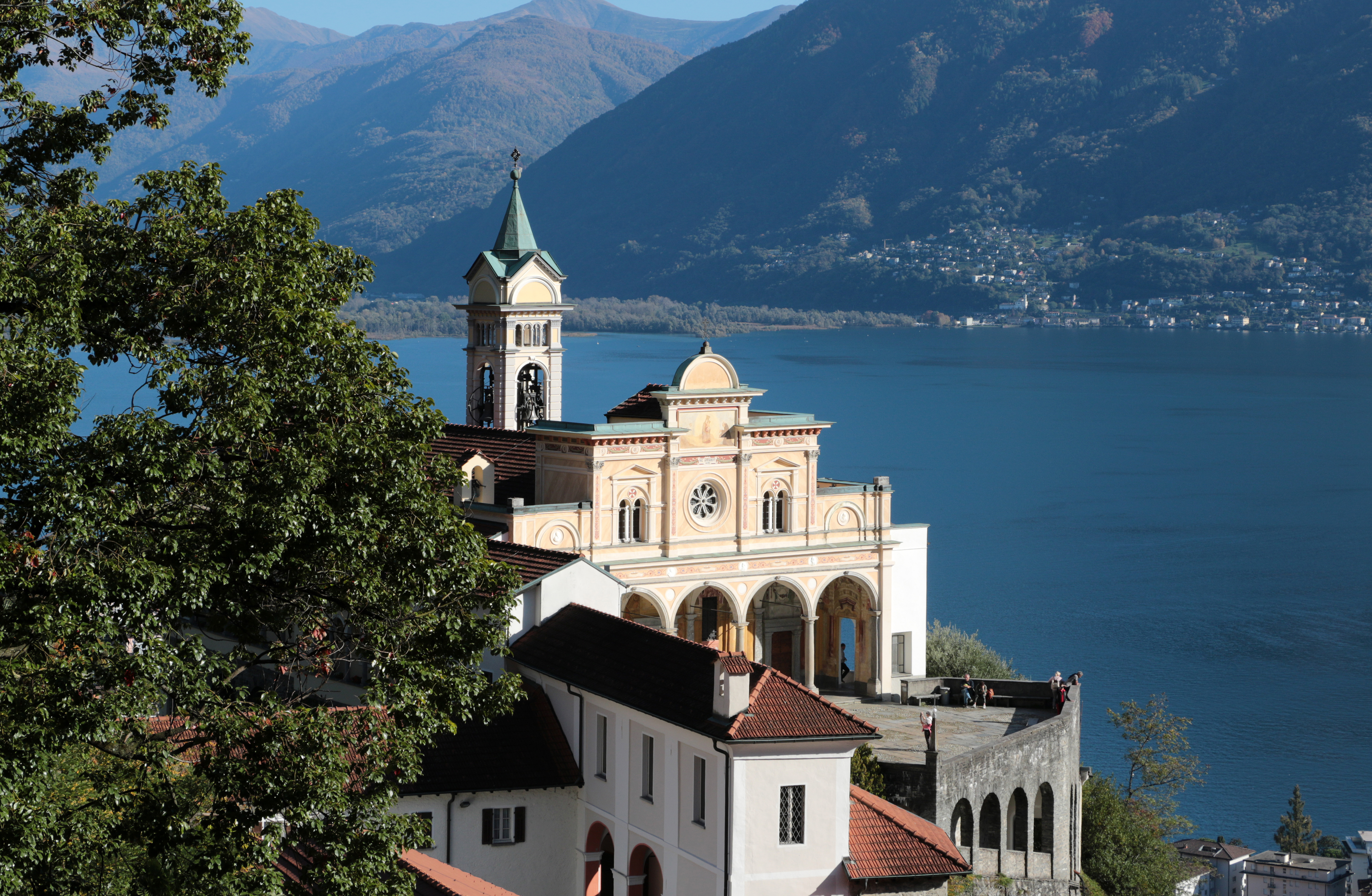
Die Wallfahrtsstätte

Ende des 16. Jahrhunderts begann der Bau einer zweiten Kirche oben auf dem Felsen, die 1616 geweiht wurde. Mit der Krönung der Madonna del Sasso im darauffolgenden Jahr begann eine Reihe von Arbeiten zur Verschönerung und Vervollständigung des Sacro Monte. Aus dieser Zeit stammen die Kapellen und die darin aufgestellten Tonskulpturen. Die des Letzten Abendmahls besteht aus Terrakottastatuen von Francesco Silva aus Morbio Inferiore, ein Modellierer, der auch am Sacro Monte di Varese tätig war.
Die Geschichte von den Ursprüngen der Wallfahrtsstätte ist in lateinischer Sprache auf einer Marmorplatte im Innern wiedergegeben, die das Datum 10. Juli 1624 trägt. In der Inschrift wird die Schenkung des Grundstücks an den Orden der Franziskaner durch die Familie Masina del Monte und die Einweihung der Kirche durch Filippo Archinti, Bischof von Como, am 1. Mai 1616 erwähnt.
1617 wurde der Zugang erweitert, der von der Pietà zur Wallfahrtsstätte führt. 1618 wurde der kleine Turm mit der Bezeichnung offener Laubengang errichtet, über den man zur Kirche gelangt, mit den Zimmern für die Gäste im unteren Teil. 1619 wurde auf dem Rücken des Hügels ein Weg mit einigen Kapellen angelegt, die den Mysterien des Rosenkranzes gewidmet sind, zu denen später die heute noch vorhandenen Kapellen des Kreuzweges hinzukommen: 1620 wurde die Kapelle des Kalvarienbergs errichtet, 1625 diejenige der Veronika, 1670 diejenige der Auferstehung in der Nähe der Kapelle des Kalvarienbergs. Die Arbeiten wurden 1677 mit der Kapelle der Himmelfahrt abgeschlossen.
Mit einem Dekret vom 25. Juli 1848 enteignete der Staat und die Republik des Kantons Tessin das Kloster und die Wallfahrtsstätte der Madonna del Sasso und wies die Klosterinsassen aus dem Kanton aus. Die Aufsicht über die Stätte erhielt der Kapuzinerpater Alessandro da Giornico. Seither ist sie im Besitz des Kantons geblieben, während die Kapuziner die Aufsicht und Pflege der religiösen Angelegenheiten übernahmen.
Grosse Arbeiten wurden zwischen 1891 und 1912 unternommen, wobei der gesamte Gebäudekomplex auf dem Gipfel des Sacro Monte stark umgebaut wurde. Das Kloster wurde erweitert, die Fassade in einem die Renaissance nachahmenden Stil neu errichtet (1892), 1895 kamen kleine Loggien und Terrassen an der Ostseite hinzu, und auch der Glockenturm wurde erneuert von Architekt Alessandro Ghezzi aus Lamone. Danach wurde der Chor mit dem Bau einer Stützmauer verbreitert, die vollständig den Felsvorsprung bedeckte, auf dem die Wallfahrtsstätte ruht (1903). Zuletzt wurde die Nordseite erneuert mit dem Bau einer Loggia, die den Zugang zum Chor der Kirche direkt vom Kloster aus ermöglicht. Die Arbeiten wurden 1912 beendet.
Diese Arbeiten erfolgten auf Initiative der Fratres, wenn auch mit einer starken internen Opposition, insbesondere von Pater Agostino aus Vezia, Oberer der Tessiner Kapuziner, und von Fra Bernardo aus Andermatt, damals Aufseher des Klosters. Projekt und Idee dieser Eingriffe gehen auf Fra Angelo Osio aus Pesaro zurück. Trotz der starken Kritik wurde der Eingriff von den Kapuzinern ausgeführt und finanziell von der lokalen Bevölkerung unterstützt. 1918 wurde die Kirche in den Rang einer Basilica minor erhoben.
Erste grössere Restaurierungen an Konvent, an Teilen der Assunta-Kirche und am Kreuzweg erfolgten zwischen 1974 und 1980 unter der Leitung des Architekten Luigi Snozzi. Weitere, bedeutende und vom Staat des Kantons Tessin subventionierte Restaurierungsarbeiten erfolgten 2004 bis 2012.
Im Jahr 1949 besuchte die Statue der Madonna del Sasso als Pilgerin die ganzen Pfarreien des Kantons Tessin

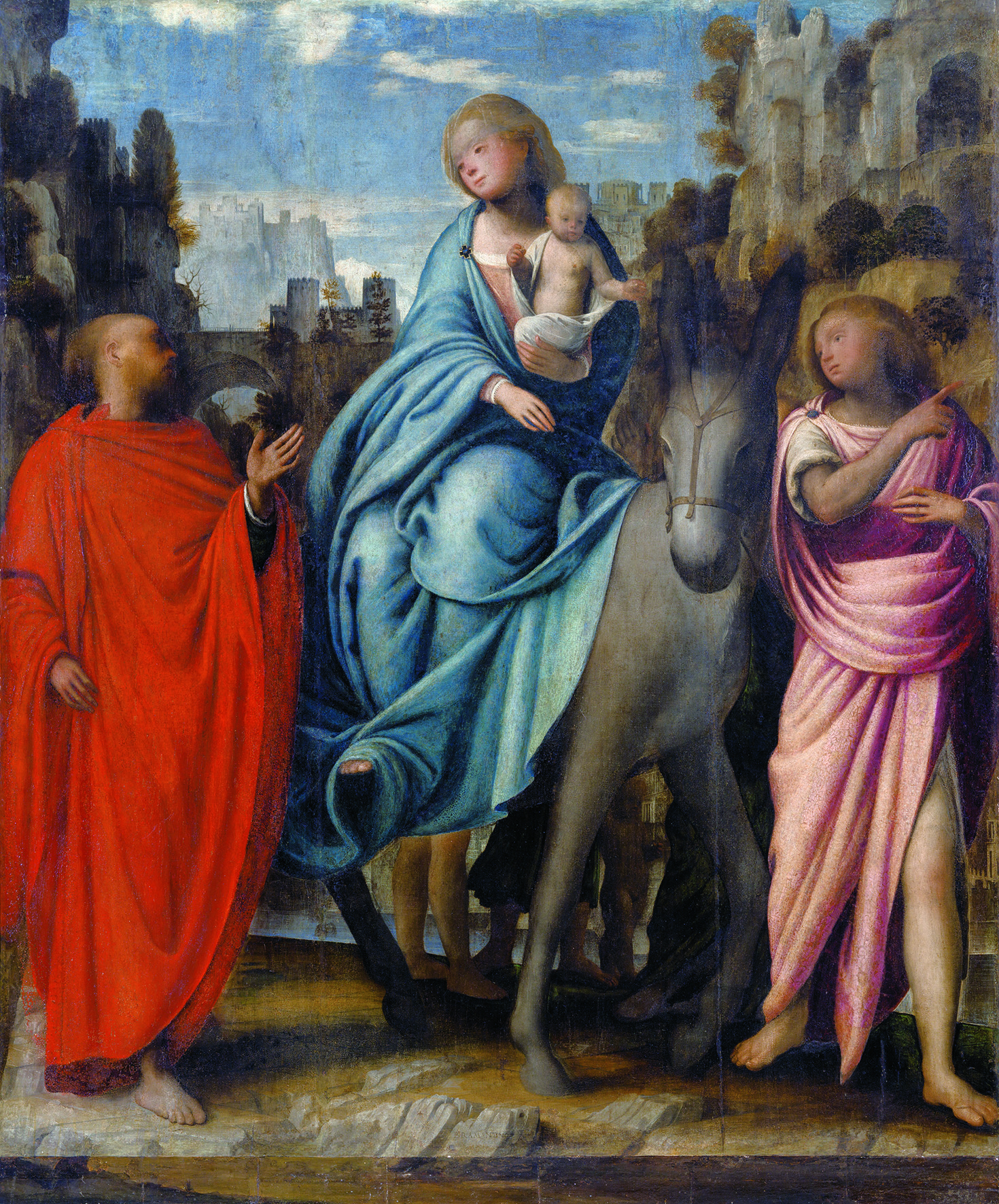
Die Flucht nach Ägypten
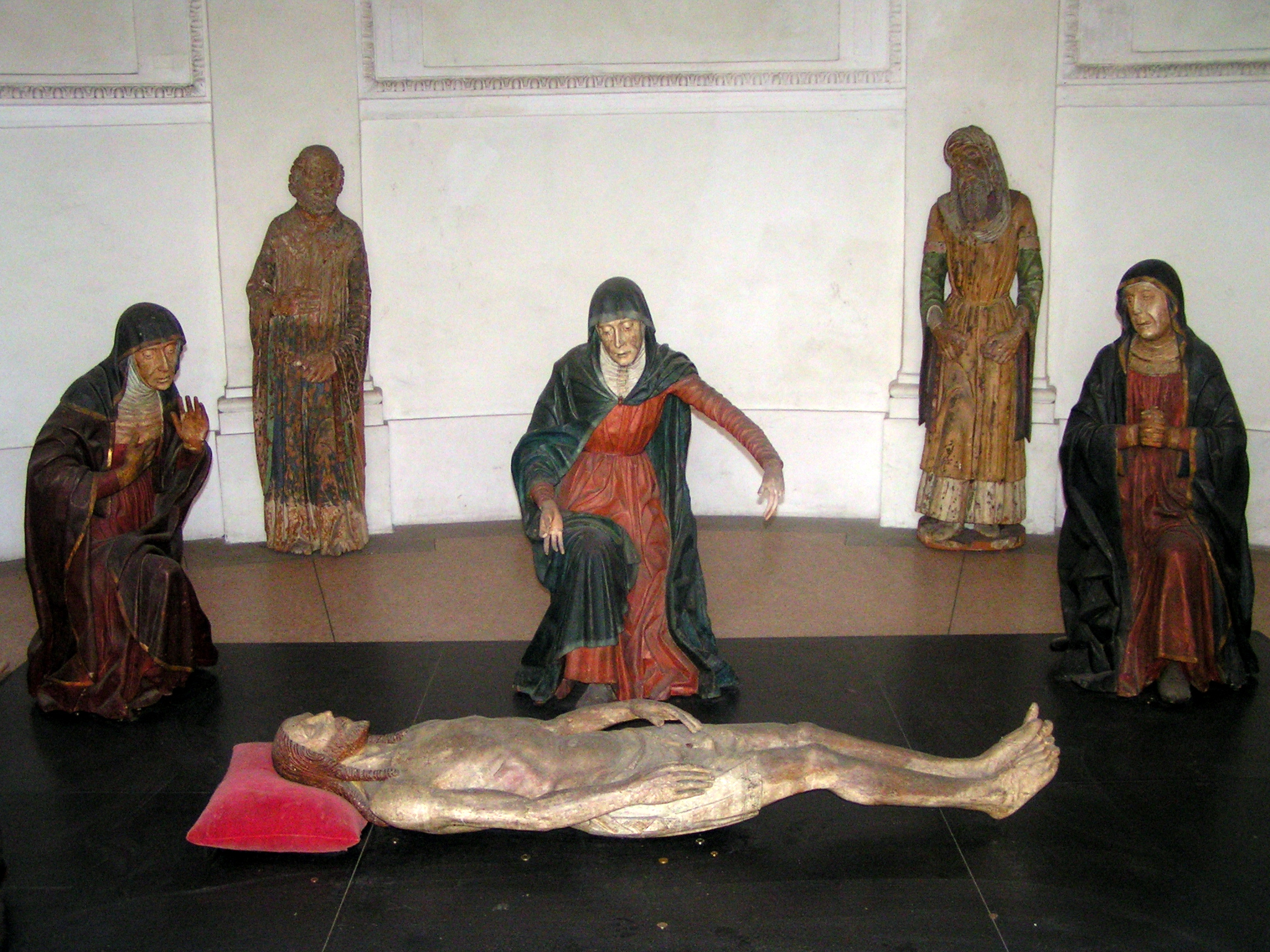
Die Beweinung Christi
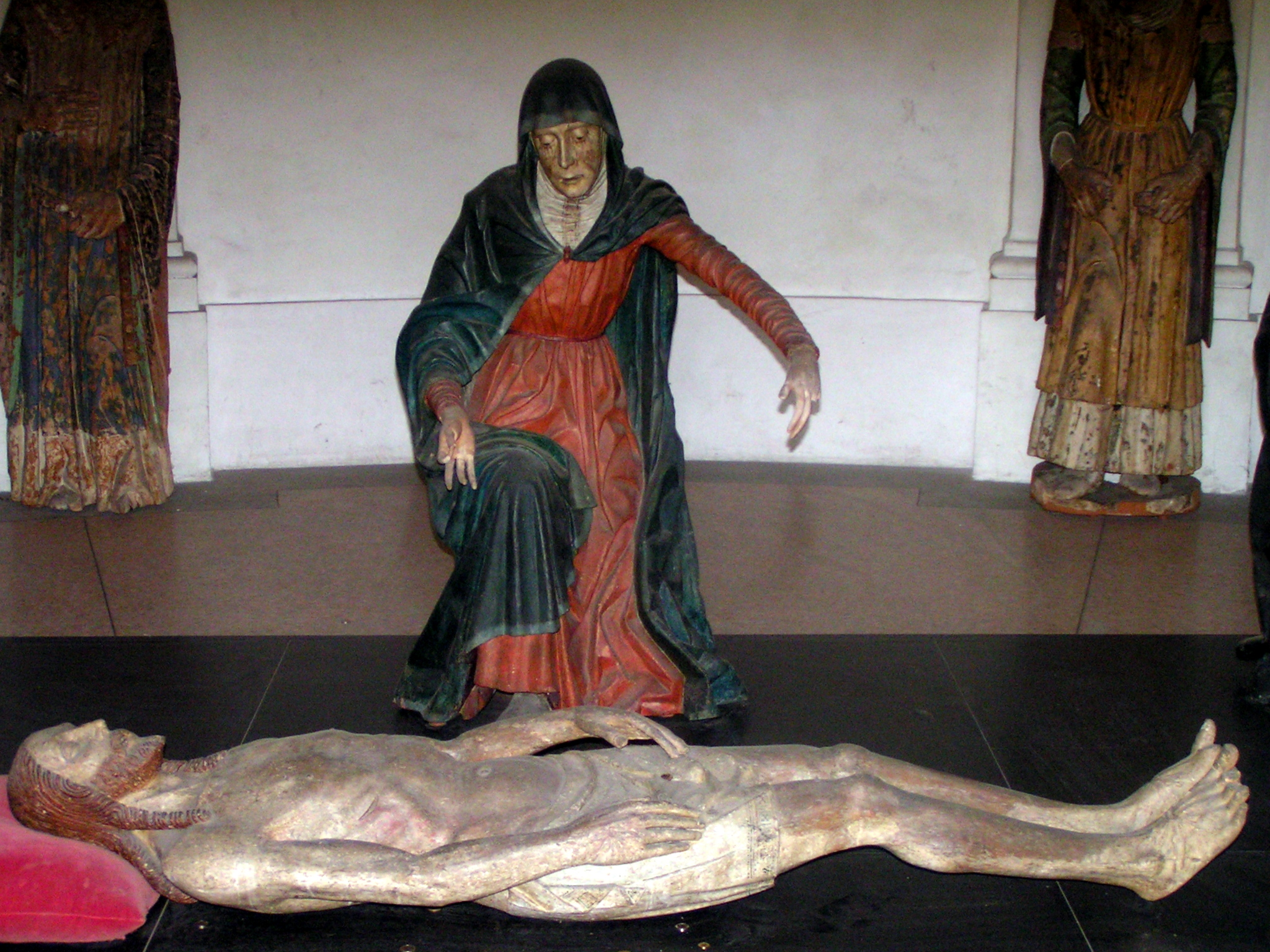
Die Beweinung Christi
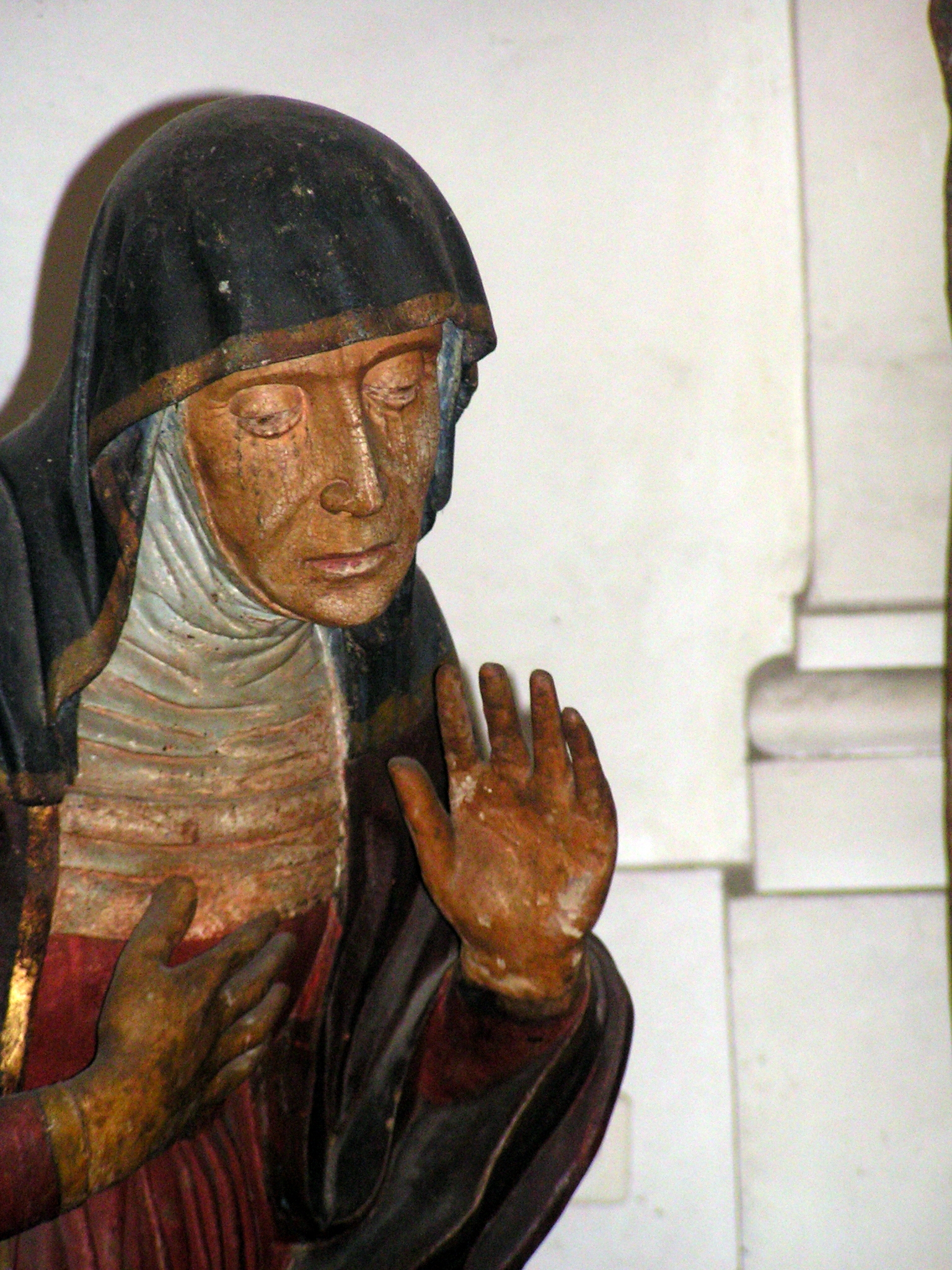
Die Beweinung Christi
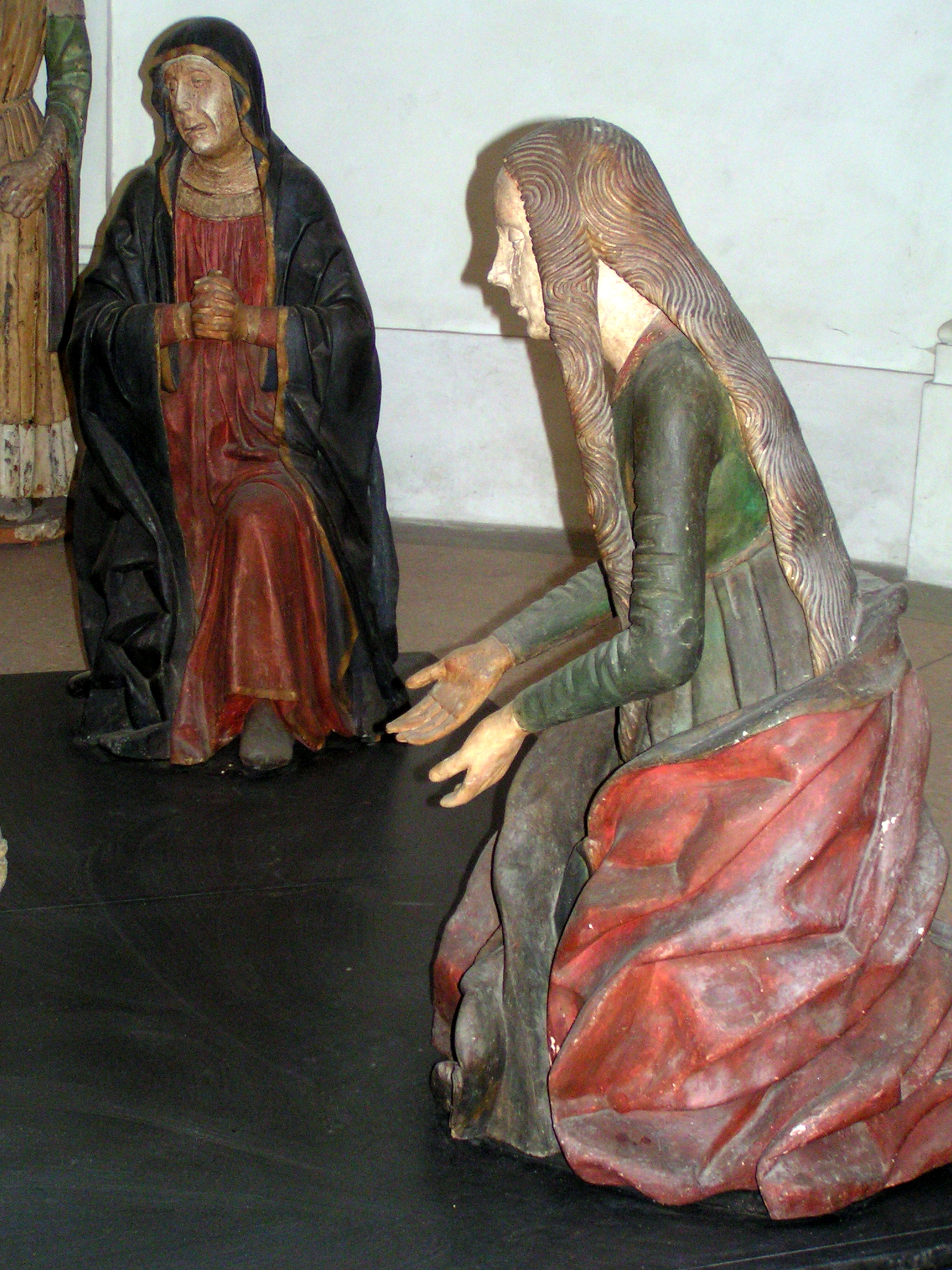
Die Beweinung Christi
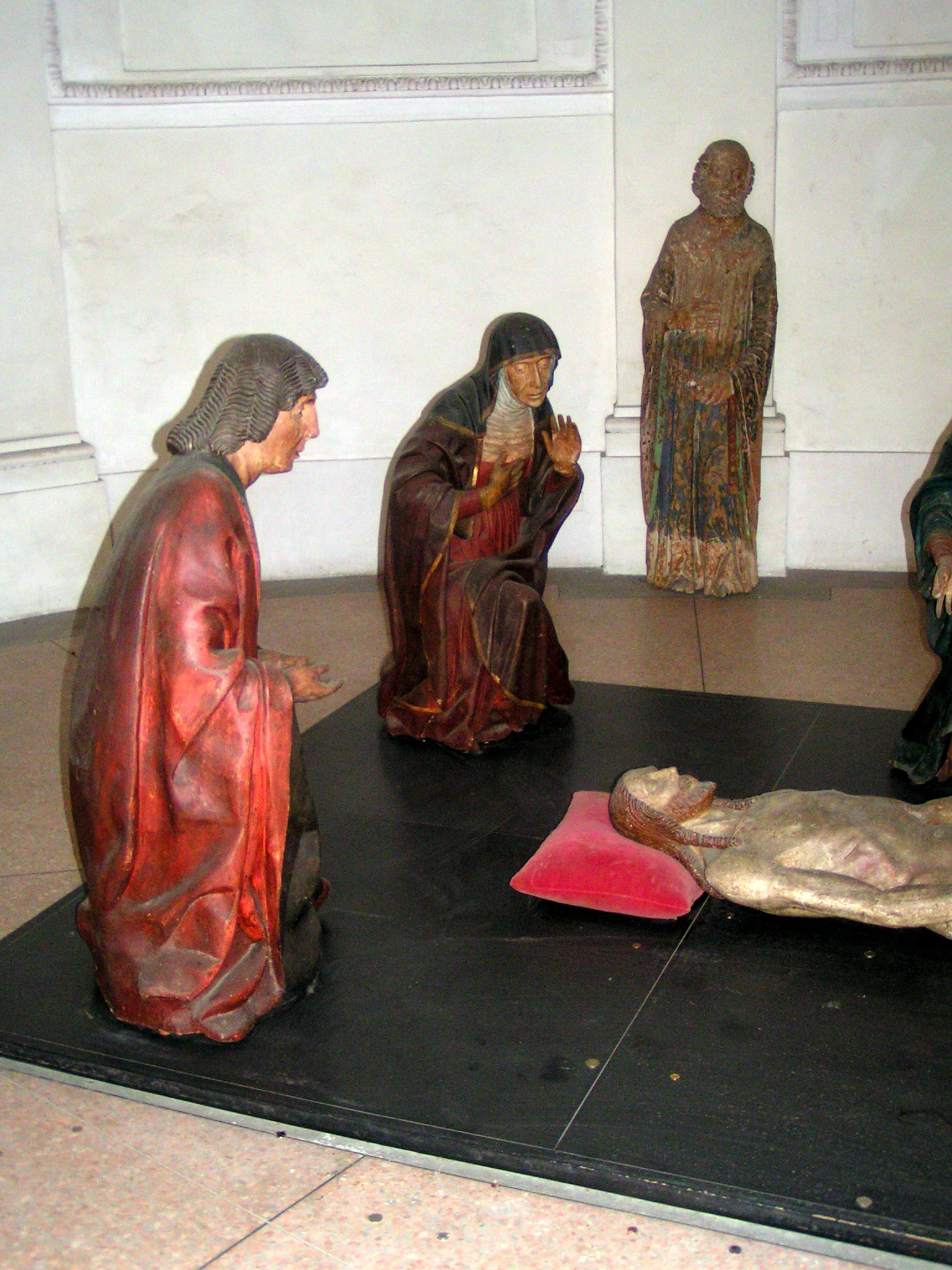
Die Beweinung Christi

## Kunst
Von grossem Wert ist die wundertätige Statue der Madonna del Sasso, ein Ende des 15. Jahrhunderts gefertigtes Werk aus Holz, das Raffaele Casciaro zugeschrieben wird. Ebenfalls sehr wertvoll und zeitgleich mit der Statue der Jungfrau ist eine Holzgruppe der Kreuzabnahme, die auch als Beweinung bekannt ist. Sie wurde kürzlich restauriert und wird der Werkstatt der Gebrüder De Donati zugeschrieben. Mit aller Wahrscheinlichkeit ist Martino Benzoni der Autor der Grablegung mit acht Holzstatuen der Beweinung Christi, die ursprünglich für die Kapelle des Heiligen Grabes in der Klosterkirche von Locarno entstand und später in eine entsprechende Kapelle der Wallfahrtsstätte verlegt wurde. Im südlichen Kirchenschiff befindet sich das Altarbild der Flucht nach Ägypten von Bramantino (1520), während die dritte Kapelle des nördlichen Kirchenschiffs das Altarbild Christus wird zum Grab gebracht enthält, ein Werk von Antonio Ciseri (1870). Die "Verkündigung" für den Rusca-Altar (ca. 1502) ist ein Werk von Bernardino de Conti. Im Innern des Gebäudekomplexes finden sich auch zahlreiche Votivgaben aus verschiedenen Zeiten.

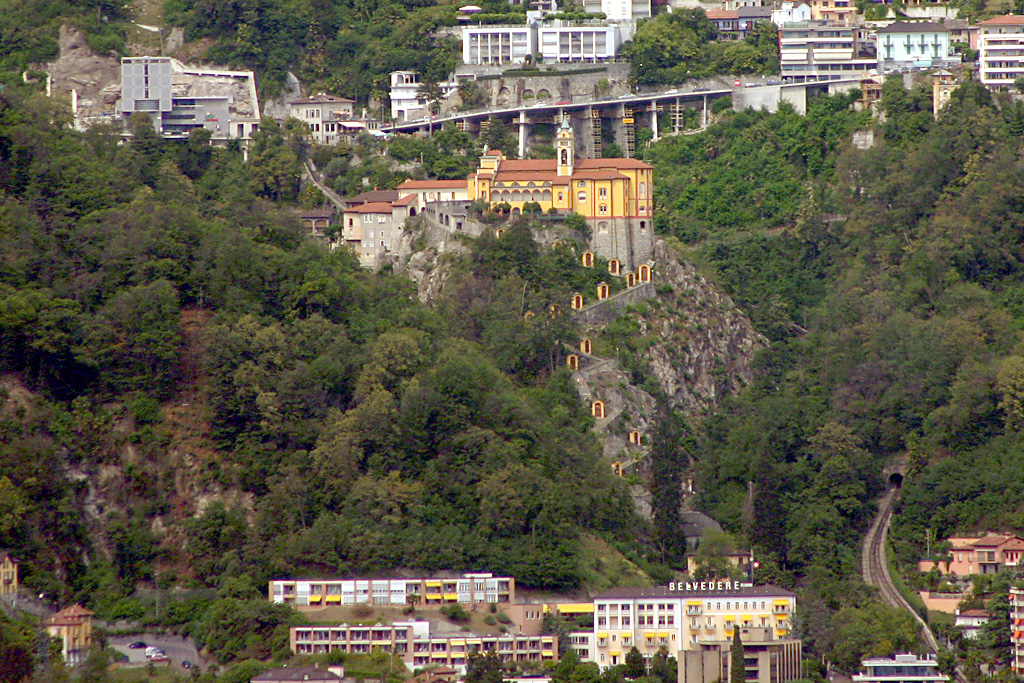
Madonna del Sasso mit Via Crucis heute
Madonna del Sasso mit Via Crucis (1890–1900)

## Orgel

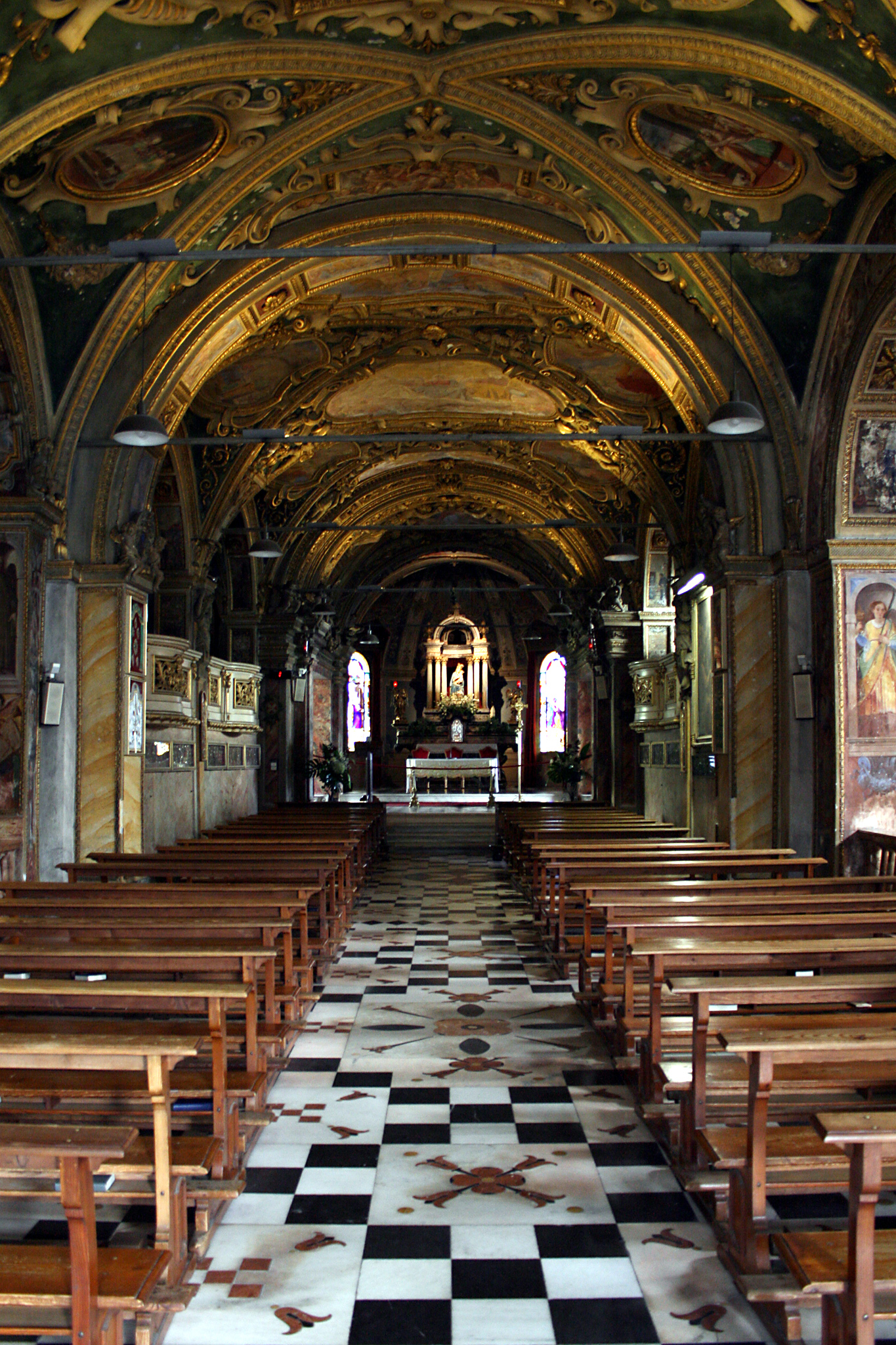
Innenansicht

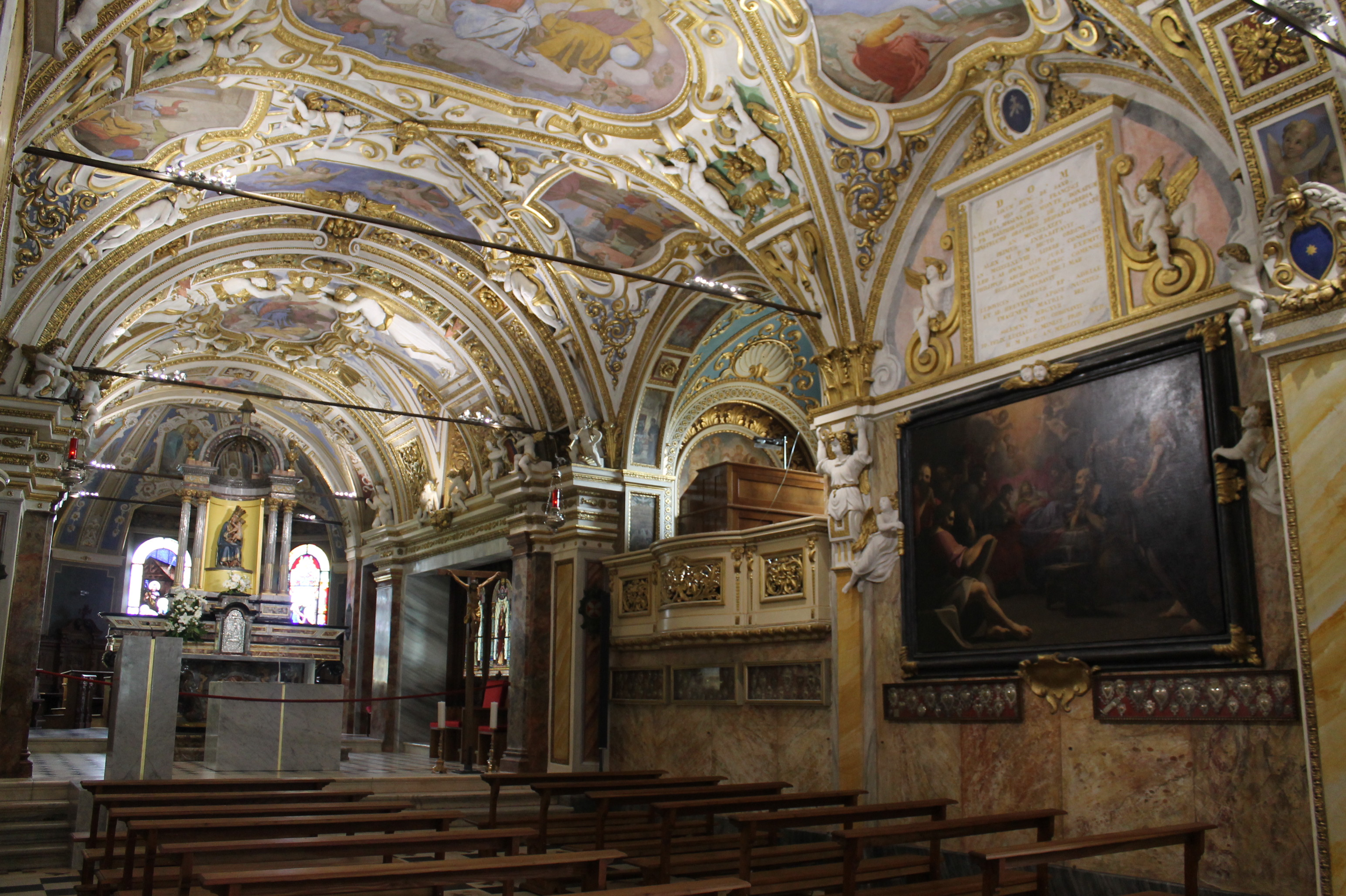
Innenansicht nach der Restaurierung (Juni 2013)

Die Orgel wurde 1961 von den Orgelbauern Balbiani, Vegezzi & Bossi errichtet. Das Instrument ist auf zwei Gehäuse aufgeteilt: Auf der Epistelseite befinden sich das Positiv und die Spielanlage, auf der Evangelienseite Hauptwerk, Schwellwerk und Pedal. Die Orgel hat 45 Register auf drei Manualen und Pedal. Die Spiel- und Registertrakturen sind elektrisch.
Die Disposition des Instrumentes lautet wie folgt:

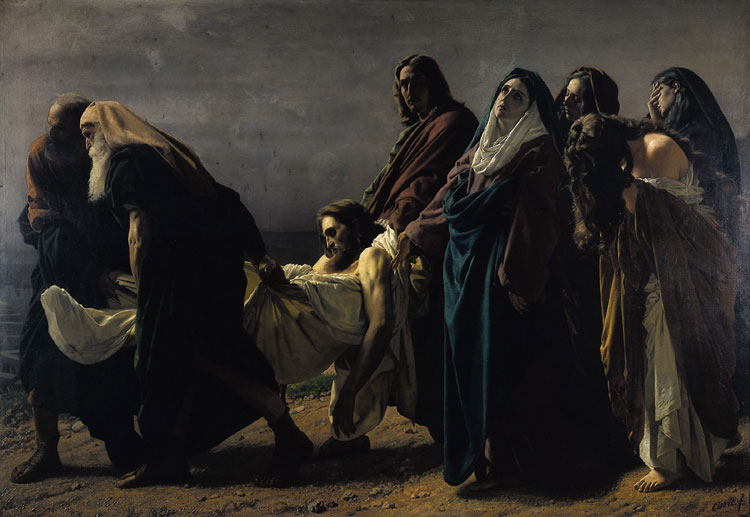
Antonio Ciseri malte 1883 in der Madonna del Sasso Die Grablegung Christi

| I Positivo C–c4 |    |
| Principale      | 8′ |
| Corno in selva  | 8′ |
| Clarabella      | 8′ |
| Eolina          | 8′ |
| Celeste         | 8′ |
| Fugara          | 4′ |
| Flauto armonico | 4′ |
| Flautino        | 2′ |
| Vibratore       |    |

| II Grand Organo C–c4 |    |
| Diapason             | 8′ |
| Principale           | 8′ |
| Dulciana             | 8′ |
| Flauto               | 8′ |
| Unda Maris           | 8′ |
| Ottava               | 4′ |
| Eolina               | 4′ |
| Flauto conico        | 4′ |
| Flauto in XII        | 2′ |
| Quinta Decima        | 2′ |
| Ripieno grave        |    |
| Ripieno acuto        |    |
| Tromba armonica      | 8′ |

| III Espressivo C–c4 |        |
| Eufonio             | 8′     |
| Gamba               | 8′     |
| Bordoncino          | 8′     |
| Coro Viole          | 8′     |
| Principale          | 4′     |
| Flauto Dolce        | 4′     |
| Nazardo             | 2 ⁄3′  |
| Silvestre           | 2′     |
| Terza               | 1 3⁄5′ |

| IV Organo Echo C–c4 |       |
| Sesquialtera        | 2 ⁄3′ |
| Cornetto            | 2 ⁄3′ |
| Oboe                | 8′    |
| Vibratore           |       |

| Pedale C–g1    |       |
| Contrabasso    | 16′   |
| Subbasso       | 16′   |
| Bordone corale | 16′   |
| Basso          | 8′    |
| Cello          | 8′    |
| Bordone        | 8′    |
| Dulciana       | 8′    |
| Corno          | 4′    |
| Eolina         | 4′    |
| Nazardo        | 2 ⁄3′ |
| Silvestre      | 2′    |
| Fagotto        | 16′   |
| Vibratore      |       |